# Sophie Lewis
Pour les articles homonymes, voir Lewis.
Sophie Lewis née le 17 juin 2002, est une coureuse cycliste britannique, spécialiste des épreuves d'endurance sur piste. 

## Biographie
Sophie Lewis commence à faire du vélo à l'âge de dix ans, mais elle le considère d'abord comme un passe-temps qu'elle pratique avec ses amis le week-end. Elle étudie à Bedford Girls' School, souvent classée parmi les meilleures écoles indépendantes de sports pour les filles britanniques. En 2017, chez les juniors (moins de 19 ans), elle devient championne de Grande-Bretagne du scratch. L'année suivante, elle décroche le titre sur la course à l'américaine avec Emma Finucane. 
En 2019, elle participe aux championnats d'Europe juniors à Gand, où elle décroche la médaille d'or en course à l'américaine (avec Elynor Bäckstedt) et l'argent en poursuite par équipes (avec Bäckstedt, Ella Barnwell, Eluned King et Amelia Sharpe). Aux mondiaux juniors 2019 à Francfort-sur-l'Oder, elle prend la deuxième place avec Bäckstedt de l'américaine et la troisième place avec Bäckstedt, King et Barnwell dans la poursuite par équipes. 
En 2021, elle est membre du quatuor britannique qui est médaillé d'argent de la poursuite par équipes aux championnats d'Europe espoirs (moins de 23 ans). En 2022, elle devient championne de Grande-Bretagne d'omnium.

## Palmarès sur piste

### Championnats du monde
| Édition / Épreuve                   | Poursuite par équipes | Américaine |
| Francfort-sur-l'Oder 2019 (juniors) | Bronze                | Argent     |

### Coupe des nations
- 2022
  - 3e de l'élimination à Milton
- 2023
  - 3e de la poursuite par équipes à Jakarta
  - 3e de l'élimination au Caire

### Ligue des champions
- 2022
  - 1re du scratch à Paris
- 2023
  - 3e de la course scratch à Londres (I)

### Jeux du Commonwealth
| Édition / Épreuve | Poursuite par équipes |
| Birmingham 2022   | Bronze                |

### Championnats d'Europe
| Édition / Épreuve        | Poursuite par équipes | Américaine                 | Élimination |
| Gand 2019 (juniors)      | Argent                | Or (avec Elynor Bäckstedt) |             |
| Apeldoorn 2021 (espoirs) | Argent                |                            |             |
| Granges 2021             | 4e                    |                            |             |
| Anadia 2022 (espoirs)    | Argent                | Argent (avec Eluned King)  | Argent      |
| Anadia 2023 (espoirs)    | Or                    | Or (avec Maddie Leech)     |             |
| Cottbus 2024 (espoirs)   | Or                    |                            | Or          |
| Heusden-Zolder 2025      | Bronze                |                            |             |

### Championnats nationaux
- 2017
  -  Championne de Grande-Bretagne du scratch juniors
- 2018
  -  Championne de Grande-Bretagne de l'américaine juniors (avec Emma Finucane)
  - 3e de la vitesse juniors
- 2019
  - 3e de l'américaine
- 2020
  - 3e de la course aux points
- 2022
  -  Championne de Grande-Bretagne d'omnium
  - 2e de l'américaine
- 2023
  - 3e de la course aux points

### Autres
- 2021
  - 4 Jours de Genève (scratch)
  - 2e de l'américaine à Granges
- 2022
  - 2e du scratch à Anadia

## Palmarès sur route

### Par années
- 2019
  - Prologue du GP Witham Hall juniors (contre-la-montre)
  - 2e du GP Witham Hall juniors
- 2023
  - Otley Grand Prix
- 2024
  - Beverley Grand Prix
  - Colne Grand Prix
- 2025
  - 2e du Colne Grand Prix

### Classements mondiaux
| Année                                 | 2023 |
| ------------------------------------- | ---- |
| Classement UCI                        | 794e |
|                                       |      |
| Légende : nc = non classéSource : UCI |      |